# Guineas håndboldlandshold (herrer)
Guinea nationale håndboldhold er den nationale håndboldhold for Guinea.

## Resultater

### VM
| År   | Placering |
| ---- | --------- |
| 2025 | 31. plads |

### Afrikamesterskabet
- 1981 - 8. plads
- 2020 - 10. plads
- 2022 - 6. plads
- 2024 - 5. plads